# Vilniuská církevní provincie
Vilniuská církevní provincie je jedna ze dvou církevních provincií římskokatolické církve na území Litevské republiky.
Území dnešní Vilniuské církevní provincie náleželo od pozdního středověku do roku 1925 především diecézi vilniuské a částečně i diecézi žmuďské, které byly do roku 1798 součástí Hnězdenské církevní provincie, poté v letech 1798–1925 součástí Mohylevské církevní provincie.
Vilniuská církevní provincie byla zřízena dne 28. října 1925 papežskou bulou Vixdum Poloniae unitas. Nacházela se zcela na tehdejším území Polské republiky. Od roku 1945 nefungovala; na základě poválečného uspořádání byla provincie i samotná vilniuská arcidiecéze rozdělena mezi Polsko, Litvu a Bělorusko, metropolita Romuald Jałbrzykowski (†1955) sídlil v Białystoku a po něm byli ustanoveni jen administrátoři. Roku 1989 byl novým metropolitou jmenován Julijonas Steponavičius. Od provincie i arcidiecéze však byla 13. dubna 1991 formálně oddělena běloruská část a 5. června 1991 i polská část, naopak k ní byly dne 24. prosince 1991 apoštolskou konstitucí Quo efficacius posthac přičleněny dvě diecéze náležející dosud Litevské (Kaunaské) církevní provincii. Hranice provincie se naposledy změnily k 28. květnu 1997 zřízením Šiauliaiské diecéze.
Území provincie se člení na tyto diecéze:
- Arcidiecéze vilniuská (vznik 1387, do 1798 část Hnězdenské církevní provincie, v letech 1798-1925 část Mohylevské církevní provincie)
- Diecéze kaišiadoryská (vznik 1926, do 1991 část Litevské církevní provincie)
- Diecéze panėvežyská (vznik 1926, do 1991 část Litevské církevní provincie)

V minulosti byly součástí Vilniuské církevní provincie též:
- diecéze lomžanská v letech 1925–1991
- diecéze pinská v letech 1925–1991

V čele Vilniuské církevní provincie stojí arcibiskup-metropolita vilniuský; v současnosti (od roku 2013) je jím Gintaras Grušas.